# Bruno Sojka
Bruno Sojka (rozený Bruno Špaček; 5. listopadu 1909 Bystrc – 30. června 1951 Šternberk) byl československý automobilový závodník. Závodil na vozech Bugatti (1931–1938), BMW a Cisitalia (1946–1948) jako soukromý jezdec a na vozech Tatra (1948–1951) jako tovární jezdec.

## Životopis
Narodil se jako Bruno Richard Špaček 5. listopadu 1909 v Bystrci u Brna do rodiny Františka Špačka, pojezdného při hospodářství v Hradčanech, a jeho manželky Marie, rozené Hrabánkové. Jeho otec zemřel v roce 1916. Měl mladšího polorodého bratra Konstantina Sojku (rodným příjmením Hrabánek, narozen 1913), který se rovněž věnoval automobilovému závodění. Bruno Sojka studoval od roku 1920 reálné gymnázium v Brně, ve školním roce 1929/1930 přestoupil v 6. třídě na brněnskou reálku, kde studium dokončil roku 1931. Pak zahájil studia na tamní Vysoké škole zemědělské. Kvůli úmrtí partnera či manžela své matky (Václava Sojky, zemřelého v roce 1931) však studium po dvou letech předčasně ukončil a začal spravovat rodinný dvůr v Alexovicích nedaleko Ivančic. Současně byl i nájemcem dvora v nedalekých Budkovicích. Hospodařil zde až do roku 1949. V roce 1931 si nechal změnit příjmení na Sojka.
Motorista tělem i duší obdivoval auta od mládí a rok před plnoletostí začal jezdit s automobilem, když mu otec přivezl z cesty po Itálii první automobil značky Fiat. Soutěžím se začal plnohodnotně věnovat od svých 20 let. V roce 1928 si zahrál menší roli ve filmu Z lásky, kde ztvárnil spolujezdce ve vítězném voze Viktora Franka, jedné z hlavních postav. Dne 31. ledna 1935 se v Brně oženil s Hedvikou Opřátkovou, rozenou Štýrskou. To již bydlel na adrese Zemědělská 55 v brněnských Černých Polích. Jedním ze svědků na jeho svatbě byl stavební inženýr a pozdější spisovatel Zdeněk Pluhař. Po druhé světové válce byl zaměstnán v Tatře Kopřivnice jako technický úředník, což bylo  pro „úřady stravitelné“ označení pro jeho skutečnou pozici továrního, zkušebního jezdce.
Automobilovým závodům se věnoval již od svých 17 let. Z nedostatku financí byl zpravidla odkázán na starší vozy z druhé ruky. Z důvodu nedostatku podpory od sponzorů Bruno nemohl rozvíjet automobilové sny, absence financí nutila dospívajícího mládence startovat se staršími modely (Bugatti T37A), které byly relativně o něco pomalejší, ale absolutně stačily konkurovat díky vytříbenému jezdeckého umu brněnského pilota. Tento vůz s motorem o objemu válců 1496 cm³ patřil svým objemem do tehdy nazývané kategorie automobilů Voiturette. Jako amatérský závodník si vozy připravoval sám, jenom se svým mechanikem. Počátkem 30. let začal spolupracovat a podporovat začínajícího závodníka Antonína Komára. V jistém slova smyslu se stal jeho učitelem a naučil ho řídit závodní auto. Od roku 1932 se spojil s automobilovým závodníkem Florianem Schmidtem, majetným továrníkem z Krnova, který se od té doby zúčastňoval závodů sporadicky, a byl to Sojka, kdo většinou řídil Schmidtův rychlý Bugatti T51A s osmiválcovým motorem DOHC o objemu válců 1493 cm³ s kompresorem. Od roku 1939 a během okupace byl Bruno Sojka, statkář z Alexovic, členem předsednictva Národního Autoklubu Čech a Moravy ve Středomoravském kraji.
Kopřivnická Tatra, ve které se stal od přelomu let 1948-9 továrním jezdcem, využívala intenzivně jeho zkušeností při vývoji sportovních vozů. Rovněž testoval, zajížděl a upravoval jejich automobily. Automobilovým závodům se věnoval i jeho bratr ing. Zdeněk Konstantin Sojka (jeho syn má stejné jméno).

## Největší úspěchy
v třídě "Voiturette" sportovních nebo závodních automobilů (do 1500 cm³)
- Na brněnském Masarykově okruhu obsadil 2. místo (1933) a 4x 3. místo (1931–2, 1934–5)
- Vítězství v Grand Prix des Frontières v Ardenách (1934)
- Vítězství v závodě do vrchu Klausenrennen (1934)
- Vítězství v závodě do vrchu Schauinsland u Freiburgu (1935)
- Absolutní vítěz závodu III. Brandýský okruh (1936)
- Absolutní vítěz v závodě do vrchu u Ojcówa/Krakov (1937-1938)

Celkem vyhrál 13 závodů, 9x skončil druhý a 6x třetí.

## Ocenění
- 2x Zlatý odznak Sportovní komise Autoklubu Republiky Československé (1933-1934)
- 2x Stříbrný odznak Sportovní komise Autoklubu Republiky Československé (1932,1935)

## Závodní kariéra

### 1931
V roce 1931 se poprvé zúčastnil závodu na Masarykově okruhu v Brně (okruh dlouhý 29,142 km se 60 levými a 68 pravými zatáčkami). Startoval 27. září 1931 za přítomnosti 150 000 diváků na čtyřválcovém Bugatti T37A v kategorii vozů tzv. malé skupiny do 1500 cm³ (Voiturette) na 15 kol (437,13 km). Bruno Sojka obsadil v konečném pořadí 3. místo, za což obdržel stříbrnou plaketu pořádajícího ČAMS (Československý automobilový klub pro Moravu a Slezsko) a peněžitou odměnu 5 000 Kč. V tomto závodě třídy Voiturette zvítězil jeho pozdější mecenáš Florian Schmidt z Krnova.

### 1932

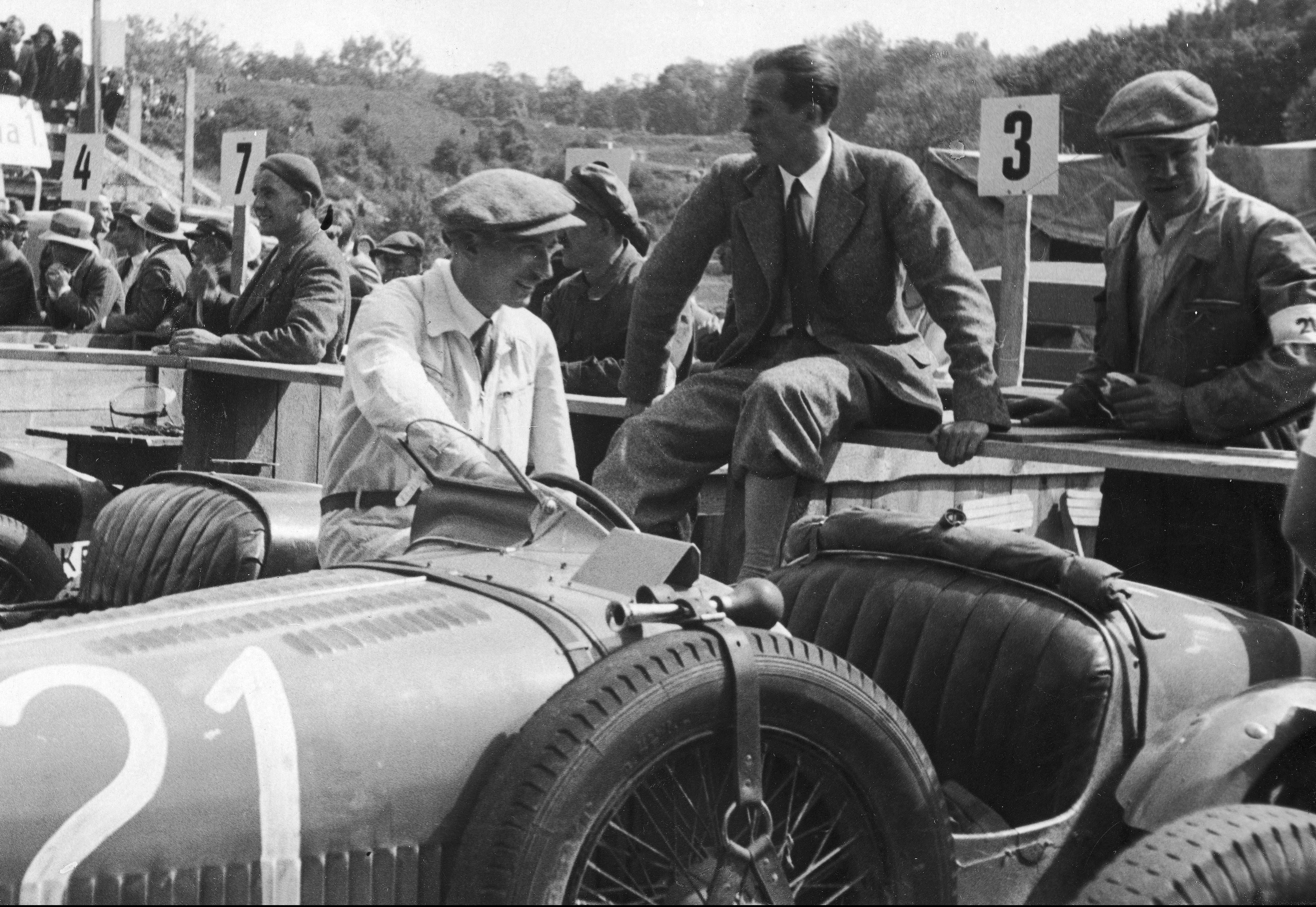
Bruno Sojka a Florian Schmidt před Grand Prix města Lvova (1932). Sojka v kombinéze připravuje Schmidtův vůz zatímco Schmidt sedící na zábradlí je ještě v obleku.

Sezónu Sojka zahájil 18. června 1932, když se zúčastnil Velké ceny města Lvova (66 kol/198 km) kterou uspořádal Malopolski Klub Automobilowy (tehdy Lvov patřil Polsku). K závodu byli přihlášeni i Heinrich-Joachim von Morgen a Jiří Kristián Lobkowicz. Oba však krátce před tímto závodem zahynuli. Von Morgen při závodech Eifelrennen 27. května a Lobkowicz na Avusu 22. května. V celkovém pořadí této Grand Prix obsadil Sojka (st. č. 3) celkově 6. místo a v kategorii do 1,5 l pak 4. místo. Celkovým vítězem závodu se stal Rudolf Caracciola na voze Alfa Romeo Monza. V doprovodném závodě sportovních vozů na 33 kol zvítězil Sojkův mecenáš Florian Schmidt na Bugatti (st. č. 21). Oba závody měly v podstatě společný start, sportovní vozy stály 50 m za první skupinou a vyrazily na trať 30 vteřin po první skupině.

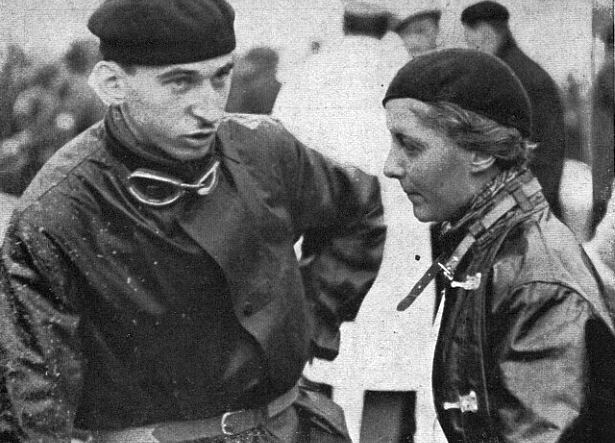
Bruno Sojka v rozhovoru s německou závodnicí Edith Fristchovou na Masarykově okruhu v Brně (Světozor, č. 38/1933)

Na závěr sezony Sojka opět startoval na Masarykově okruhu v kategorii slabších vozů do 1500 cm³. Za přítomnosti 200 000 diváků 4. září opět obsadil na Bugatti 3. místo. V této kategorii byl klasifikován na 6. místě Adolf Szczyzycki na Wikovu 7/28. Bylo to poprvé co v historii brněnského závodu byl klasifikován československý jezdec na československém automobilu.
Za svoje výkony v roce 1932 dostal Bruno Sojka v listopadu od Autoklubu republiky Československé stříbrný odznak sportovní komise AKRČs

### 1933

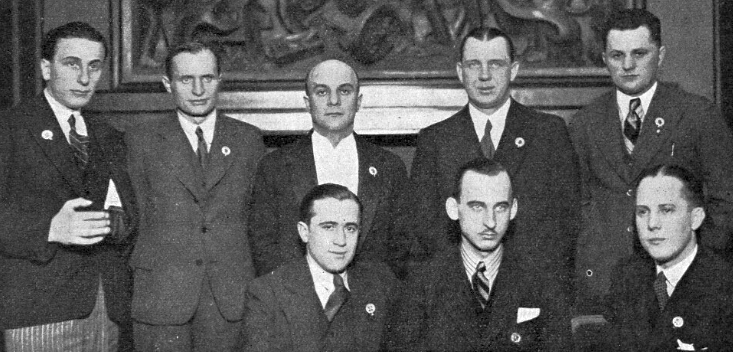
Nejúspěšnější závodníci ČSR v roce 1933 (spodní řada zprava: Fr. Brand, Bruno Sojka, ing. Petr Mucha, stojící zprava: A. Vitvar, J. Knapp, J. Kubíček, A. Szczyzycki, L. Nerad)

V roce 1933 startoval 28. května na Velké ceně Eifel německého autoklubu ADAC (International ADAC Eifelrennen Voiturettes) na obávaném Nürburgringu. Závod vozů rozdělen byl na dvě skupiny do 800 cm³ a do 1500 cm³, samostatně jela skupina vozů Grand Prix nad 1,5 l. Ve skupině do 1500 cm³ Sojka na Bugatti T37A se čestně umístil na čtvrtém místě. Závod v kat. do 1500 se jel na 15 kol (342,15 km) a v klasifikaci se umístili: 1. Earl Howe (Delage) 3:17:42 hod., 103,700 km/h, 2. Burggaller (Bugatti) 3:17:43 h, 103,6 km/h, 3. Veyron (Bugatti) 3:23:36 h, 100,7 km/h a 4. Sojka (Bugatti) 3:29 :37 h, 96 km/h.
Z Německa se Sojka přesunul do polského Lvova, kde se o 2 týdny později, 11. června 1933 konala Grand Prix Lvova (III Międzynarodowe Okrężne Wyścigi Automobilowe). V samotném závodě však Sojka pro nemoc nestartoval.
Východočeský Auto Klub uspořádal 6. července 1933 v Hradci Králové svůj první automobilový závod. Odborný časopis Auto se však k závodu postavil kriticky: „Novinkou závodu bylo, že jeho okruh vedl ulicemi města. Největší nesnází takovýchto okruhů v našich poměrech bude, že největší část diváků nezaplatí vstupné, takže pořadatelé na podnik doplatí. Dále: divák ze žádného místa nepřehlédne větší úsek trati, protože mu ve výhledu překážejí domy. K tomu přistupuje speciálně u tohoto okruhu ještě ta okolnost, že trať je místy tak úzká, že se tam nevejdou vedle sebe dva rychle jedoucí vozy. Startováním po jednom v intervalech, byť i jen pětivteřinových, ztrácí závod pro diváka všechen půvab. Ani jezdec se nemůže správně orientovati o své posici. Mimo to ztrácí mnoho času, nezpomalí-li a neudělá-li mu před ním jedoucí jezdec místo.“ Nicméně Bruno Sojka na Bugatti zajel skvěle, boj trojice Sojka - Chudoba (Bugatti) - Hošťálek (Z 14) v kategorii závodních automobilů do 1500 cm³ (30 kol/53,1 km) byl velmi zajímavý. V závodě zvítězil Bruno Sojka.
V následujícím závodě československé sezóny 30. července 1933 se jel I. Zlínský okruh. Přestože okruh částečně opět vedl městem, předjíždění díky širší trati nedělalo potíže. V závodě sportovních automobilů do objemu válců 1500 cm³ na 10 kol (68,2 km) zvítězil Vaníček na Bugatti a Sojka na stejném voze skončil druhý.
Na 5. ročníku Stříbrného trianglu Československa, který se jel o týden později, 6. srpna 1933 u Ždírce v závodních vozech do 1500 cm³ obsadil Sojka na Bugatti 2. místo, když zaostal o 2,3 vteřiny za J. Hausmanem na stejném typu vozu. Závod se jel na 30 kol o celkové délce tratě 57,5 km.
Nejlepšího výsledku sezony 1933 dosáhl Bruno Sojka na Masarykově okruhu v Brně. 17. září skončil na 2. místě v kategorii Voiturettes na voze Bugatti T37A (st. č. 54) za Němcem Burggallerem na Bugatti T51A. Čtvrtý v tomto závodě dojel Jindřich Knapp na Walter Junior S.
Za svoje výkony v roce 1933 dostal v listopadu od Autoklubu republiky Československé zlatý odznak sportovní komise AKRČs. Odznaky byly vyznamenaným jezdcům předány 16. prosince na slavnostním zasedání v sídle Autoklubu. Přiřadil se tak k velikánům československého automobilismu jako byli v roce 1931 vyznamenaný Jiří Kristián Lobkowicz a v roce 1932 Bohumil Turek. Společně s ním byl zlatým odznakem oceněn i ing. Jiří Mucha, vítěz I. ročníku závodu 1000 mil československých.

### 1934

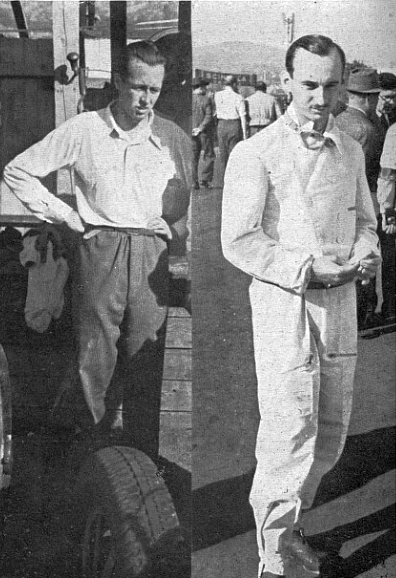
Florian Schmidt a Bruno Sojka (zleva), Brno 1934 (Světozor, Nr. 40, p. 12)

I v roce 1934 se B. Sojka pilně zúčastňoval se automobilových závodů doma i v cizině. Byl téměř jediným obhájcem československých barev v řadě mezinárodních automobilových závodů v zahraničí (Belgie, Německo, Švýcarsko). Výhradně závodil v kategorii závodních nebo sportovních vozů do 1500 cm³.
Zvítězil 20. května v ardenském Chimay na Velké ceně hranic (IX. Grand Prix des Frontières) v kat. do 1,5 l s novým osmiválcovým Bugatti T51A o zdvihovém objemu 1493 cm³ (celkově dojel na 2. místě za Willym Longuevillem na Bugatti T35B 2,3 l), 3. června v XII. ročníku ADAC Eifelrennen na Nürburgringu obsadil 5. místo a ve švýcarské Ceně Bernu obsadil 26. srpna 4. místo (vše na Bugatti T51A).  Tento závod s 23 startujícími byl označen za největší událost roku v kategorii vozů do 1,5 l zdvihového objemu. V Bernu se Sojkovi mezi 23 zúčastněnými vozy podařil do deštivého závodu start, ze 3. řady se prokličkoval do čela. Brzy však dostal na mokré trati smyk, udělal "hodiny" a ještě mu zhasl motor. Stalo se to poměrně v úzkém místě, musel trpně přihlížet až projedou všichni konkurenti, pak teprve vůz roztlačil, otočil a pokračoval v závodě. Postupně se prodíral polem vpřed, nakonec dojel na výborném 4. místě o necelou minutu za vítězným Seamanem na MG K3 Magnette. Za Seamanem dojeli Veyron, Burggaller a Sojka (všichni na Bugatti T51A).
Mimo okruhů se začal výrazněji prosazovat i v závodech automobilů do vrchu. V roce 1934 to bylo v závodech do vrchu: Kesselberg (17. června), Klausenrennen (5. srpna) a Schauinsland u Freiburgu (19. srpna), kde se umísťoval na předních místech. Závod do vrchu Klausen ve Švýcarsku (Le Grand Prix de Montagne de Suisse) byl jeden z největších a nejpopulárnějších evropských závodů do vrchu. V roce 1934 se konal již 9. ročník. Trať závodu vedla z Linthalu do průsmyku Klausenpass (1952 m n. m.) a měřila 21,5 km s výškovým rozdílem od startu k cíli 1273 m a s průměrným stoupáním 6,2%. Sojka na Bugatti zvítězil ve tř. závodních vozů do 1500 cm³.
Na závodě na Masarykově okruhu spolu s Florianem Schmidtem skončili ve skupině Voiturettes na "předplaceném" 3. místě. Hned v 1. kole sice Sojka na T37A odpadl, ale v 9. kole vystřídal Schmidta na jeho T51A, a do cíle dojel na 3. místě. Získali stříbrnou plaketu ČAMS a peněžitou cenu 5 000 Kč. Sojka se Schmidtem získali i Cenu Elišky Junkové za nejlepší výkon čsl. jezdce a cenu fy Baťa pro domácí jezdce na pneu Baťa 15 000 Kč. V závodě zvítězil způsobem start – cíl pozdější první mistr světa formule 1 Guiseppe Farina na Maserati 4CM.
V roce 1934 B. Sojka obdržel Zlatý odznak Sportovní komise AKRČs. již podruhé.

### 1935

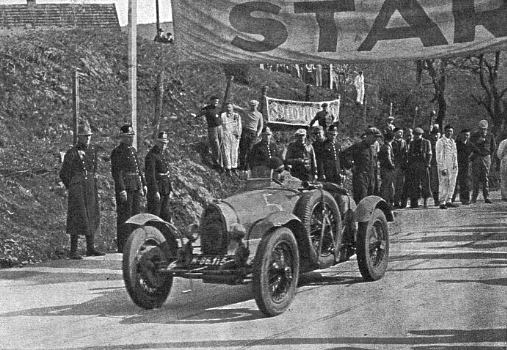
Bruno Sojka na závodu do vrchu Jenerálka (Světozor, 1935, č. 18, s. 300)

V zahajovacím závodě československé sezóny 1935 startoval 27. dubna v závodě do vrchu Jenerálka v Praze. V kategorii sportovních automobilů do 1500 cm³ obsadil až 2. místo za Vaníčkem, protože jednu zatáčku projel příkopem. Při již tradiční účasti na ADAC Eifelrennen (16. června, 13. ročník) obsadil na Bugatti T51A 6. místo. Na závodech do vrchu Grossglockner (19,5 km se 14 obtížnými zatáčkami) v Rakousku obsadil 4. srpna na Bugatti ve své třídě sportovních vozů do 1500 cm³ 2. místo, když den předtím – 3.8.1935 – byla tato nová Grossglocknerská vysokohorská silnice po 5leté výstavbě slavnostně otevřena. V tomto závodě mimo Sojky obsadil 2. místo v třídě závodních vozů do 1,1 l Jiří Pohl na MG K-3 a jeho bratr Zdeněk rovněž 2. místo v třídě sportovních vozů do 3000 cm³ na Bugatti T51. Na II. Ceně Bernu na okruhu Bremgarten-Bern ve Švýcarsku 25. srpna nedojel pro poruchu spojky. V závodě do vrchu Schauinsland u Freiburgu (Velká cena Německa v závodech do vrchu), konaném 1. září, zvítězil Sojka v kategorii sportovních vozů do 1,5 l. V tomto závodě Zdeněk Pohl zvítězil v třídě sportovních vozů přes 2 l.

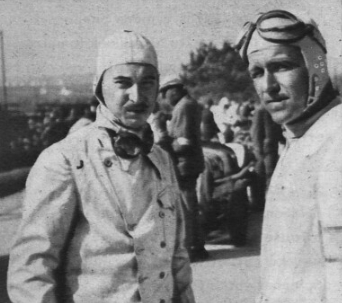
Bruno Sojka a Zdeněk Pohl (Masarykův okruh 1935, zleva)

Nejlepšího výsledku v tomto roce dosáhl při 6. ročníku závodů na Masarykově okruhu, na posledním velkém okruhovém závodu roku 1935. Tento závod se poprvé jel jako Velká cena Masarykova. V třídě Voiturette 29. září obsadil na Bugatti T51A 3. místo za Richardem Seamanem (ERA) a Pierrem Veyronem (Bugatti).
Za výkony v roce 1935 obdržel již podruhé stříbrný odznak AKRČs. Předání odznaků oceněným se uskutečnilo slavnostním způsobem na sportovním večírku 23. prosince v Autoklubu RČs.

### 1936
V roce 1936 startoval Bruno Sojka pouze v Československu. Objednal si nový vůz Maserati, který mu měl být dodán v červnu. Měl už v dubnu ujednané starty na 31. května ve Velké ceně hranic (Grand Prix des Frontières) v Belgii a na Nürburgringu. Dodávka vozu se však neuskutečnila a na zmíněných závodech nestartoval.
Největším automobilovým závodem roku v ČSR byl Lochotínský okruh v Plzni, pořádaný pražskou skupinou Ligy čs. motoristů 24. května. V kategorii závodních vozů do 1,5 l s kompresorem (20 kol/86 km) zvítězil Bruno Sojka na Bugatti T51A před Komárem a Vaníčkem (všichni Bugatti), přestože Sojka v sobotním tréninku havaroval a narazil do plotu. V závodě dosáhl průměrné rychlosti 93,15 km/h. Bez rozdílu tříd Sojka skončil 2. za Zdeňkem Pohlem, startujícím na Bugatti 2,3 l v kategorii přes 1,5 l.
Závod III. Brandýský okruh se konal 16. srpna za účasti 42 motocyklů a 25 vozů byl uspořádán Aero Car Clubem s pomocí místního Sokola. V závodě seniorů do 1500 cm³ na 6 kol/68,4 km zvítězil Sojka na Bugatti průměrem 90,3 km/h. Současně vytvořil nový traťový rekord a stal se absolutním vítězem závodů.
Roku 1936 se po dvouleté přestávce 20. září konaly za velmi pěkného počasí závody do vrchu Ecce Homo ve Šternberku a přihlásil se k nim neobyčejně velký počet 107 startujících. Nejlepšího času dne 5:07,8 min dosáhl Zdeněk Pohl na voze Bugatti a tímto časem vymazal starý rekord Hanse Stucka z roku 1929. V kategorii závodních vozů do 2000 cm³ zvítězil Bruno Sojka na Bugatti. V celkovém pořadí závodu bez rozdílu tříd obsadil Sojka 3. místo za Zdeňkem Pohlem a Florianem Schmidtem (všichni na Bugatti).

### 1937

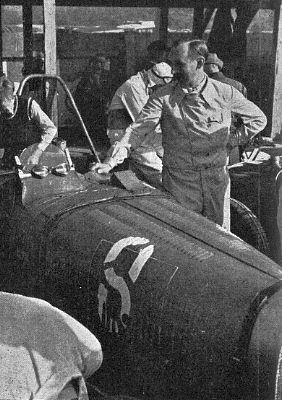
Bruno Sojka v Brně (Světozor 1937, p. 638)

Svaz závodníků automobilistů a motocyklistů AKRČs spolu s Aero Car Clubem v Praze uspořádaly 25. dubna 1937 1. ročník závodu automobilů a motocyklů na tak zvaném Zdibském okruhu u Prahy. Trať měla přibližně tvar trojúhelníka; jednu jeho stranu tvořil úsek silnice Praha— Mělník a dalšími dvěma stranami byly okresní silnice odbočující na Sedlec. V závodě seniorů na deset kol (43 km) v kategorii do 1500 cm³ zvítězil B. Sojka na Bugatti T51A v čase 26:46,3 min a současně se stal absolutním vítězem závodu.
Na mezinárodních automobilových závodech do vrchu u Ojcówa (severně od Krakova) v Polsku českoslovenští závodníci Schmidt z Krnova a Sojka z Brna dosáhli 20. června 1937 dvou pozoruhodných vítězství. Oba závodníci jeli na vozech Bugatti a s převahou vyhráli své kategorie. Schmidt vyhrál třídu sportovních vozů a Sojka na T37A pak kategorii závodních vozů a také v absolutním pořadí v nejlepším čase dne. Ujel trat dlouhou 3,5 km, která má značné stoupání, za 2:52 min.
Sojka startoval i na Krakonošově okruhu (22 km, 5. ročník). Závod se jel 1. srpna na 5 kol (110 km). V kategorii nad 1500 cm³ startující Sojka (a také Proskowecz) na vozech Bugatti závod vzdali, protože neupravená trať v úseku Studenec-Žďár-Karlov nebyla způsobilá pro jejich rychlé stroje.
Na 14. ročníku závodu do vrchu Ecce Homo se 9. září opět sešla vynikající konkurence (82 startujících). Automobily byly rozděleny na cestovní, sportovní a závodní, a dále v těchto kategoriích na různé obsahové třídy. V tomto posledním předválečném závodě Ecce Homo vyhrál ve své třídě Bruno Sojka na Bugatti T37A. V celkovém pořadí automobilů obsadil Sojka 3. místo, když celý závod vyhrál Florián Schmidt na Bugatti T51A.
Na poslední, předválečné Velké ceně Masarykově 26. září 1937 se poprvé jel závod slabší kategorie do 1,5 l jako Velká cena města Brna (5 kol/145,71 km). Jako nejlepší z československých jezdců skončil v tomto závodě Bruno Sojka (Bugatti) na 5. místě. Českoslovenští jezdci byli proti svým soupeřům handicapováni méně výkonnými vozy. Sojka s Pohlem svedli mezi sebou pěkný boj, z něhož vyšel po Pohlově havárii vítězně Sojka.

### 1938
Na II. ročníku Zdibského okruhu, který se jel v neděli 8. května 1938, Sojka na svém postarším a opravovaném stroji Bugatti nedojel pro poruchu vozu do cíle. Na mezinárodních automobilových závodech do vrchu u Ojcówa (Krakov) v Polsku zopakoval Bruno Sojka 12. června své loňské vítězství. Sojka v tomto III. ročníku závodu vylepšil svůj loňský čas na 2:48,8 min. Koncem července se Sojka opět objevil na Krakonošově okruhu (6. ročník, 31.7.), aby si zde napravil reputaci. V kategorii sportovních vozů do 1,5 l Bruno Sojka zvítězil. Bez rozdílu kubatur obsadil Sojka 2. místo za J. Kubíčkem na Bugatti s motorem Ford (přes 1,5 l). V závodě, který trval přes 66 minut, dojel Sojka se ztrátou 41 vteřin.
Zřejmě v posledním úspěšném závodu před Druhou světovou válkou startoval Sojka na III. ročníku Bohdanečského okruhu, který se v neděli 7. srpna. Bruno Sojka v kategorii závodních vozů do 1,5 l zvítězil v průměrné rychlosti 99 km/h. Na 6. ročníku Lochotínského okruhu 28. srpna Sojka s Bugatti do cíle pro poruchu nedojel. Od startu jezdil Sojka za Kubíčkem, ale v 5. okruhu (z 23) odpadl ze třetího místa pro poruchu.

### 1946
Po válce Bruno Sojka začal závodit na sportovním BMW. První rychlostní závod automobilů a motocyklů Velká cena hl. města Prahy se uskutečnil na tzv. Motolském okruhu 16. června 1946. Zajímavé závody sledovalo 100 000 diváků, mezi nimiž byl i ministr informací Václav Kopecký a také náčelník Hlavního štábu československé branné moci armádní generál Bohumil Boček. Ve sportovních automobilech do 2 l (30 kol/136,8 km) a v absolutním pořadí vyhrál Bruno Sojka na BMW 328, vyráběném po válce v Eisenachu, v sovětské okupační zóně.
Závod motocyklů a automobilů Hradecký okruh, pořádaný Autoklubem Hradec Králové se konal 30. června v ulicích města na okruhu dlouhém 2,3 km, s cílem a startem na Ulrichově náměstí. Sportovní vozy přes 1,5 l jely stejně jako ostatní kategorie 15 kol v celkové délce 34,5 km. Zvítězil Bruno Sojka na BMW před ing. Františkem Dobrým na voze Fraser Nash. V závodních vozech vyhrál Zdeněk Pohl na Bugatti 2,3 l před Vojtěchovským na Maserati a Sojkou na Bugatti.

### 1947
Závodu Dvěma směry konaném 20. dubna přihlíželo v Praze na 80 000 diváků. Trať vedla od konečné stanice tramvaje v Hrdlořezech po Spojovací do Vysočan vždy s obrátkou o 180° o poloměru 8,5 m resp. 6 m. Ve sportovních automobilech nad 1,5 l v závodě na 20 kol/78,7 km dojeli jezdci v pořadí Ivan Hodáč, Bruno Sojka a ing. Fr. Dobrý (všichni na BMW). Před závodem se snesl na trať déšť. Vedoucí skupina 4 vozů BMW uváděla diváky v nadšení neustálým střídáním na vedoucím místě. Bruno Sojka, jehož vůz měl příliš měkké pérování, bojoval se stálými smyky. Když trať nakonec oschla, Sojka skvělou jízdou dohnal zpoždění, ale nedostihl už Hodáče, který projel cílem několik metrů před Sojkou.
Na Velké ceně hl. města Prahy konané 22. června v závodních automobilech přes 1,5 l obsadil B. Sojka na BMW 2. místo za Zdeňkem Pohlem na Bugatti, avšak v druhém závodě toho dne ve sportovních automobilech přes 1,5 l Bruno Sojka na BMW zvítězil. Na závodech automobilů v Liberci (29. června) zvítězil Sojka na sportovním BMW před Lancmanem a Hodáčem (všichni BMW). Na tomto závodě byl představen veřejnosti (a řízen Ivanem Hodáčem zvítězil v kategorii sportovních vozů do 750 cm³) automobil Aero Minor Spider. Autokluby Praha XII a XIV uspořádaly 3. srpna na krátkém a přehledném okruhu Kunratic (2,05 km) rychlostní závod Pražský trojúhelník pro motocykly a automobily. Po 25 kolech vidělo 15 tisíc diváků vítězství Bruna Sojky na sportovním BMW (přes 1,5 l). Na pražský Vršovický okruh (2,35 km) přišlo 28. září přes 25 000 diváků, aby viděli vítězství Bruno Sojky na BMW ve sportovních vozech přes 1,5 l.

### 1948

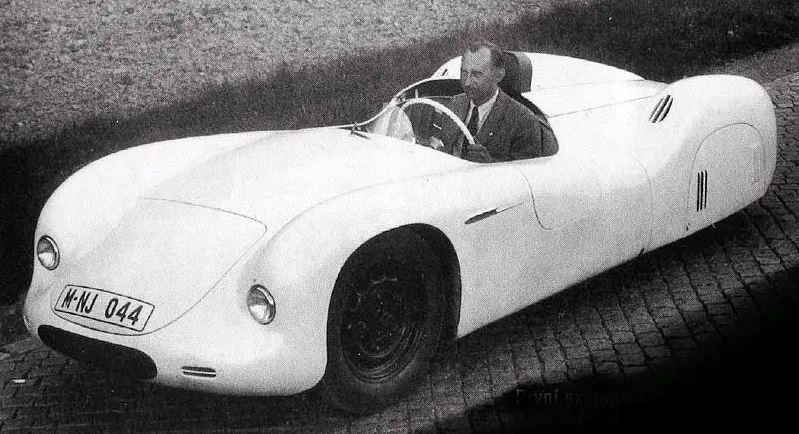
Bruno Sojka na Tatra T-602 Tatraplan Sport (1949)

Na 2. ročníku závodu "Dvěma směry" obsadil 11. dubna ve sportovních vozech ing. Zdeněk Sojka (bratr Bruna) 2. místo (BMW) za Lacmanem (rovněž BMW). Bruno Sojka startoval v závodních vozech na novém italském monopostu Cisitalia 1100, ale musel při souboji o vedení v závodě z boje odstoupit pro poruchu přívodu oleje. Na Hradeckém okruhu konaném 9. května největší favorit v kategorii závodních vozů Bruno Sojka (Cisitalia) vzdal pro poruchu svého vozu. Ve sportovních vozech přes 1,1 l obsadil na BMW 2. místo za Kubíčkem na voze Delahay.

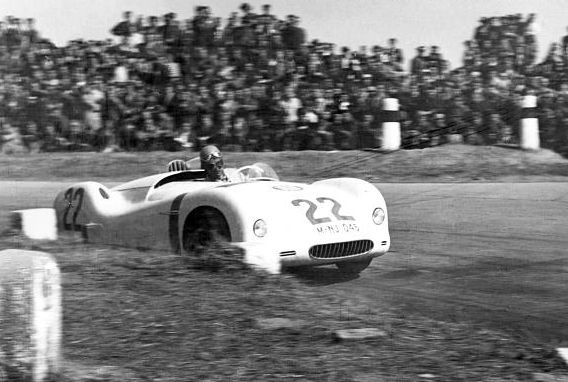
Bruno Sojka s Tatraplánem obsadil na Velké ceně Československa 9. místo (1949)

V krátkém sledu zaznamenal 3 vítězství na III. Libereckém okruhu 6. června s monopostem Cisitalia, na Znojemském okruh motoristů 27. června a také zvítězil 18. července v závodě O štít města Jihlavy.

### 1949

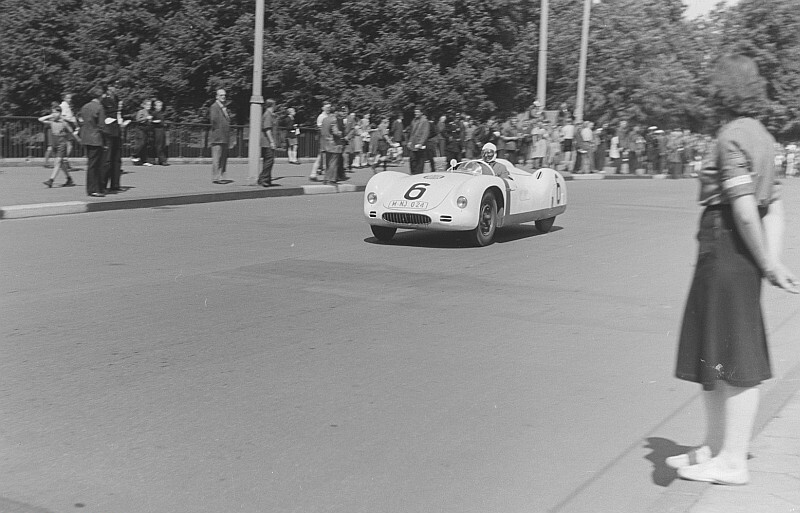
Tatra T-602 Tatraplan Sport na závodě "Rund um das Scheibenholz" (Lipsko 1951)

V III. ročníku Hradeckého okruhu konaném 26. června startoval ještě na monopostu Cisitalia. V závodních vozech do 1500 cm³ obsadil 2. místo za Václavem Uhrem na Maserati.
Od přelomu let 1948-1949 byl Sojka zaměstnán v Tatře Kopřivnice jako technický úředník, což bylo pro „úřady stravitelné“ označení pro jeho skutečnou pozici továrního, zkušebního jezdce. V červenci se na cestovním Tatraplánu T-600 účastnil Velké motocyklové a automobilové soutěže Plzeňským krajem. Byla to dvoudenní soutěž v délce 350 km se 2 rychlostními vložkami. V obou těchto zkouškách Bruno Sojka na Tatraplánu zvítězil .
Vrcholem automobilové sezóny byla Velká cena Československa konaná 25. září na Masarykově okruhu v Brně. Navštívilo ji 300 tisíc diváků, jiné prameny uvádějí až 400. V doprovodném závodě o Cenu města Brna na 6 kol/106,8 km zvítězil Bruno Sojka (st. č. 8) v třídě do 2,0 l na voze Tatra 602 Tatraplan Sport (čtyřválec 1952 cm³, rozvod OHV, výkon 84 k/62 kW) a v celkovém pořadí Ceny města Brna stačil Sojkův výkon na druhé místo za Zdeňkem Treybalem na voze Simca Gordini. V hlavním závodě ve Velké ceně Československa na 20 kol/356 km obsadil Sojka na Tatraplánu-sport 9. místo. Do historie se zapsal jako první československý jezdec, který se umístil v závodě Grand Prix po druhé světové válce. V samotném závodě zvítězil Peter N. Whitehead na Ferrari, když za sebou mj. nechal Farinu (Maserati 4CLT/48), Chirona (Maserati 4CLT) , Étancellina (Talbot Lago T26C) a další. Byl to jediný závod formule 1 (podle dnešních kritérií), který se kdy v Československu konal.

### 1950

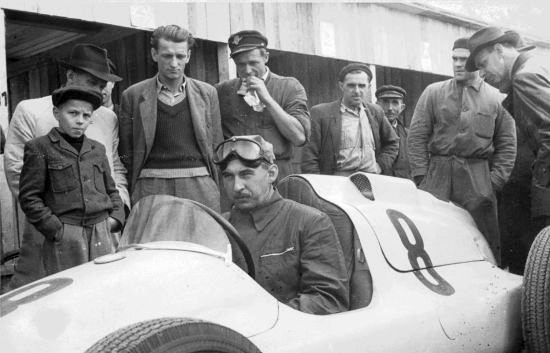
Bruno Sojka (Tatra T-607 Monopost, září 1950)

Na rychlostním závodu motocyklů a automobilů, na III. Poděbradském okruhu, který se konal 23. dubna obsadil Bruno Sojka s Tatrou T602 Tatraplan Sport 2. místo. V závodě zvítězil ing. Sojka na BMW. Stejně 2. skončil i v Mladé Boleslavi (21. května), kde vyhrál Václav Bobek na Škoda Supersport. Zvítězil však ve IV. ročníku Hradeckého okruhu, který se konal 14. května a přihlíželo mu na 50 000 diváků. V automobilech přes 1,1 l zvítězil Bruno Sojka na Tatraplánu Sport.
Další vítězství zaznamenal 28. května na Lidickém okruhu a také 25. června na Libereckém okruhu. V druhém ročníku závodu motocyklů a automobilů (9. července) na trutnovském rychlostním okruhu pod názvem „Branou Krkonoš“ v závodě automobilů zvítězil  Ing. Jiří Pohl na Škodě 1101 s kompresorem o 16 vteřin před Sojkou, který jel na Tatraplánu Sport.
V Ceně města Brna konané 24. září v závodních automobilech (12 kol/213,6 km) obsadil Bruno Sojka na novém monopostu T-607 Tatra 2. místo za Hovorkou na Maserati 6 CM, i když zajel nejrychlejší kolo závodu.
V roce 1950 byl z prostého závodu do vrchu Ecce Homo vytvořen rychlostní okruh. Jeden okruh měřil 9850 m a výškový rozdíl činil 200 m. Vítězi tohoto okruhového závodu se stali 1. října Jaroslav Pavelka na Tatra 602 Tatraplan Sport a Bruno Sojka na závodním automobilu Tatra T-607 Monopost (osmiválec 1985 cm³, rozvod OHV). V prvních kolech se ujal vedení Pavelka, ale od třetího kola se Sojka dostal do čela závodu, postupně zrychloval a zvítězil. Sojka ustanovil i nový traťový rekord na 1 kolo 6 minut a 21 sekund.

## Smrtelná nehoda
V sobotu odpoledne 30. června 1951, na tréninku den před závodem, tragicky zahynul tovární jezdec Tatry Bruno Sojka. Fatální nehoda se odehrála v prudké levotočivé zatáčce zhruba tři kilometry od současného startu. Co bylo příčinou havárie se do dnešního dne nepodařilo přesně zjistit. Incident, při kterém zahynul Bruno Sojka, nebyl nikdy uspokojivě vysvětlen, protože jeho vůz Tatra T-602 Tatraplan Sport opustil silnici podezřelým způsobem. Podle očitých svědků mu vlétl do obličeje velký pták. Rozjetý roadster projel zatáčku rovně, narazil kolmo na patník, saltem podél přední části zádí vzhůru se převrátil a poté rozdrtil jezdce pod sebou. Ve druhém ročníku Rychlostního okruhu v roce 1951 se vozy Tatra závodu na okruhu Ecce Homo nezúčastnily.
Pohřeb se konal ve čtvrtek 5. července v brněnském krematoriu. Se zesnulým se rozloučil mj. ředitel národního podniku Tatra a za Ostravský kraj poslanec, divizní generál Josef Ejem.
Místo tragédie označuje pomník Bruna Sojky. Ve vzpomínku na nadaného Bruno Sojku byla jeho jménem nazvána právě tato, jedna z nejnáročnějších zatáček trati Ecce Homo. Na paměť Bruna Sojky se závod historických automobilů Ecce Homo Historic jezdí jako Memorial Bruno Sojky.

## Galerie

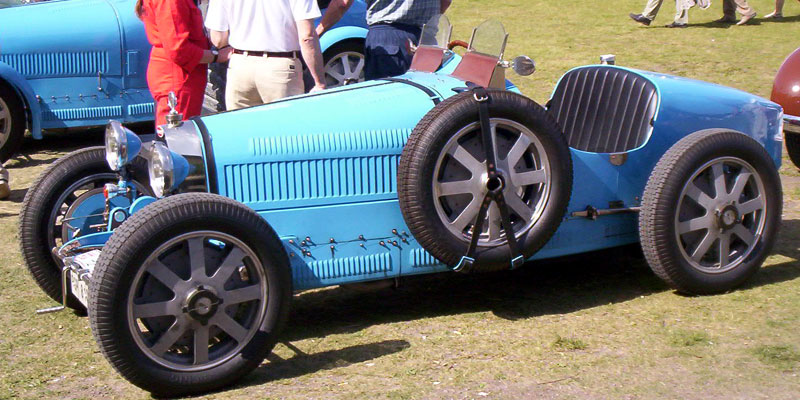
Bugatti Type 37A (1929)
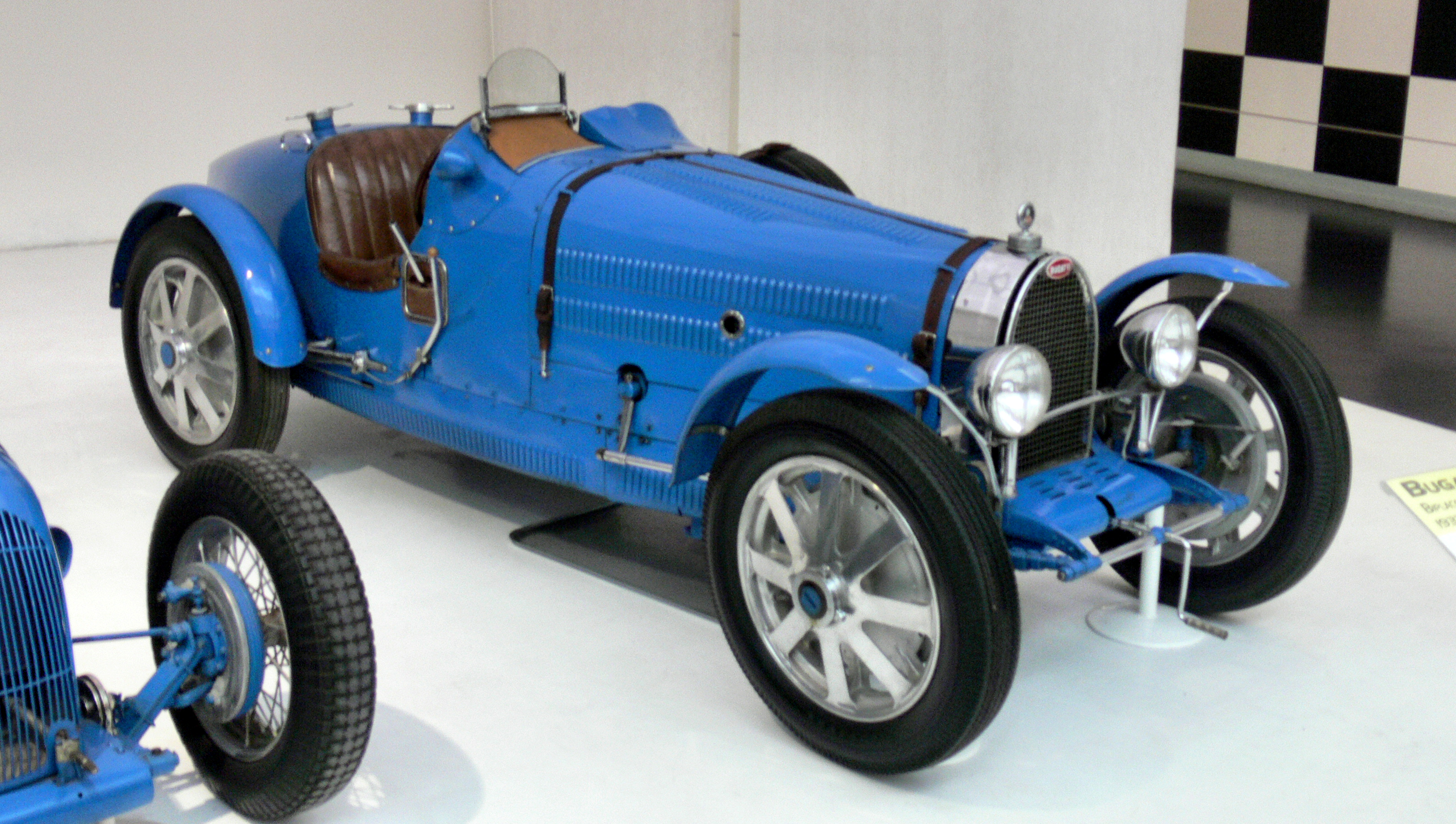
Bugatti Type 51A
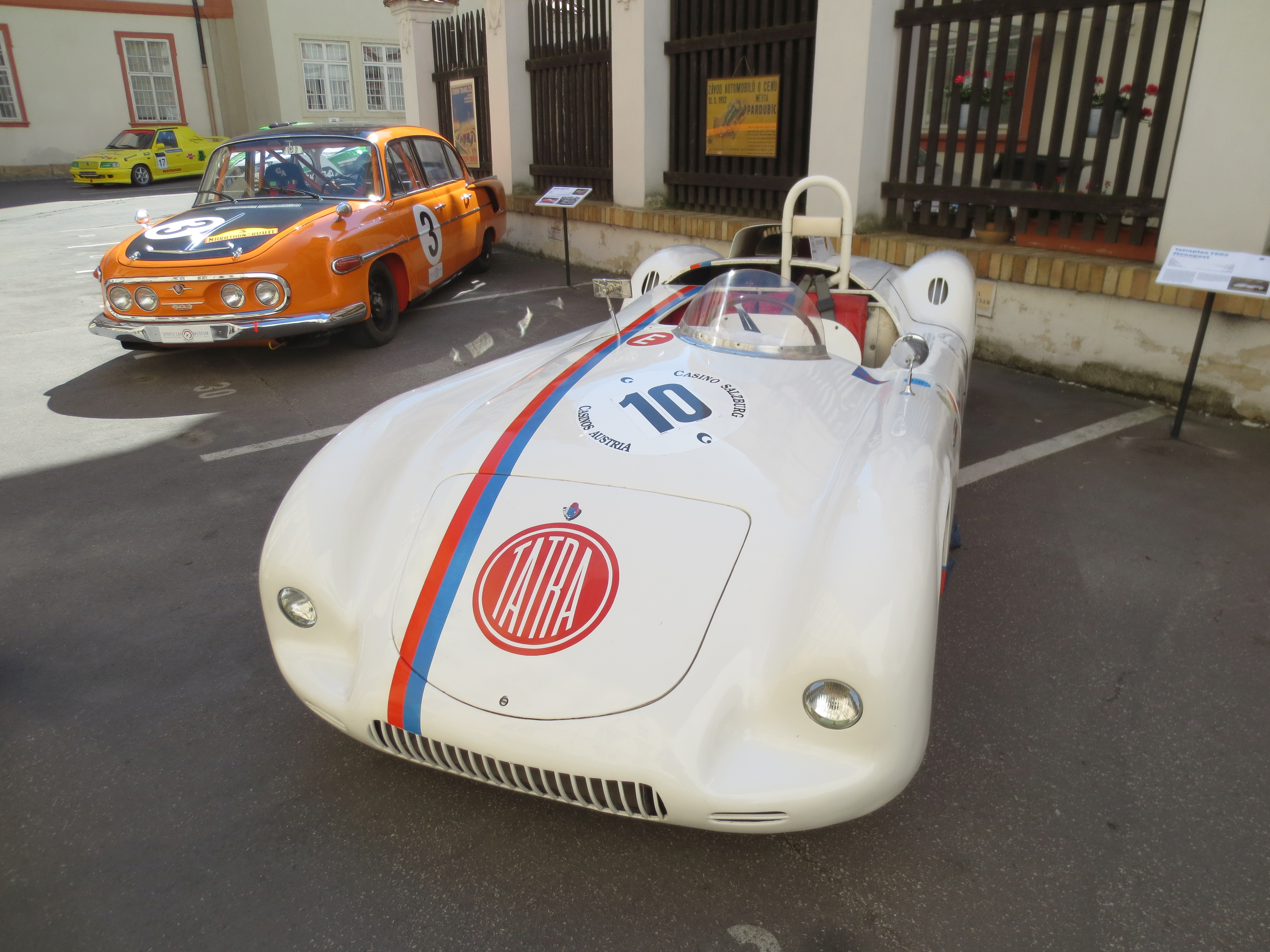
Tatra T-602 Tatraplan Sport
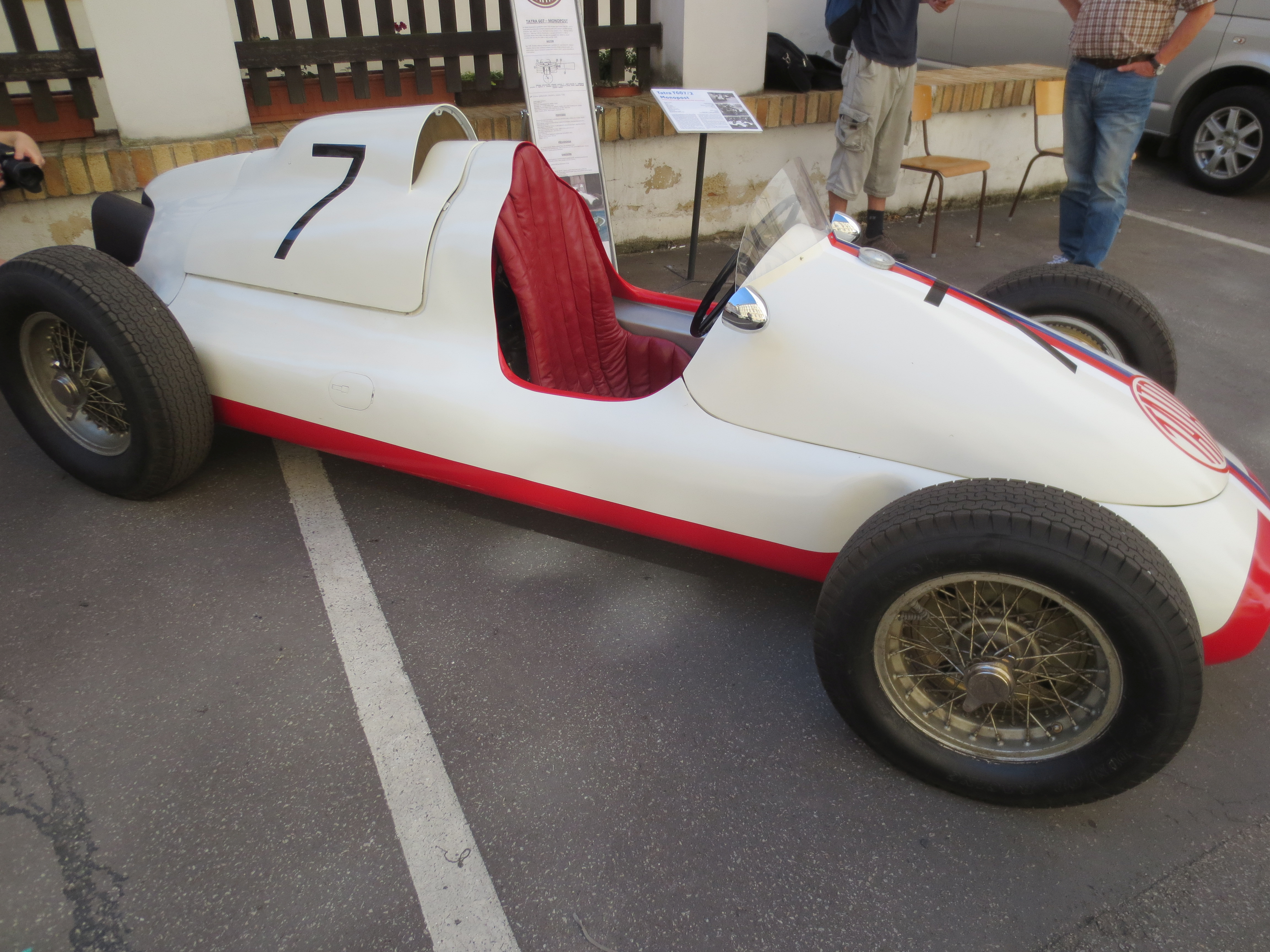
Tatra T-607 Monopost